# 蒙夫雷维尔
蒙夫雷维尔（法語：Monfréville，法語發音：[mɔ̃fʁevil] ⓘ）是法国卡尔瓦多斯省的一个市镇，属于巴约区。

## 地理
蒙夫雷维尔（49°18'30"N, 1°2'16"W）面积7.22 平方千米，位于法国诺曼底大区卡爾瓦多斯省，该省份为法国西北部沿海省份，北濒大西洋英吉利海峡，东北与滨海塞纳省以海上边界相接，东临厄尔省，南至奧恩省，西与芒什省接壤。
与蒙夫雷维尔接壤的市镇（或旧市镇、城区）包括：拉康布、科隆比耶尔、滨海伊西尼、奥斯芒维尔、圣日耳曼迪佩尔。

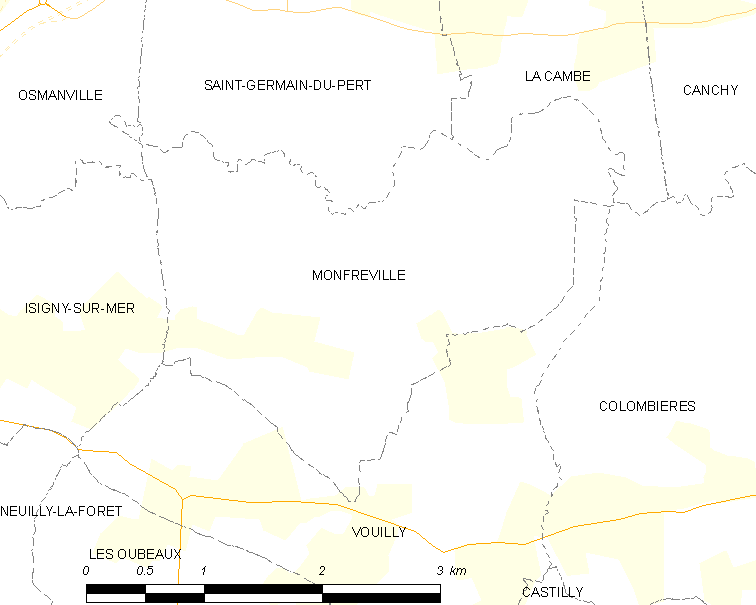
蒙夫雷维尔的OSM定位图

蒙夫雷维尔的时区为UTC+01:00、UTC+02:00（夏令时）。

## 行政
蒙夫雷维尔的邮政编码为14230，INSEE市镇编码为14439。

## 政治
蒙夫雷维尔所属的省级选区为特雷维耶尔县。

## 人口

1962-2008年间蒙夫雷维尔人口变化图示

蒙夫雷维尔于2022年1月1日时的人口数量为96人。